# Hulba
Hulba, hilba, hilbeh, helba ou halba são diferentes formas de transliteração|transliterar palavras (em língua hebraica: חילבה) que, em Israel ou no Iémen, designam o feno-grego.  Para além disso, referem-se também a uma pasta de feno-grego (seja as partes verdes, sejam as sementes) misturadas com folhas de coentro, alho, sal, sumo de limão e pimenta verde; pode levar ainda outros ingredientes, como cominho e coentro moído, e ser servido como condimento da saltah ou de fahsa.
Esta preparação foi inventada pelos judeus iemenitas, que a introduziram em Israel, juntamente com o skhug,  quando este estado foi fundado em 1948.  